# Scytalopus schulenbergi
Scytalopus schulenbergi (лат.) — вид воробьиных птиц из семейства топаколовых (Rhinocryptidae). Подвидов не выделяют. Распространён в Боливии и Перу.

## Описание
Длина тела 10 см, масса (два самца) 15,2 и 17 г. У самцов верхняя часть тела тёмно-серая с коричневым оттенком, надхвостье оранжево-красное с тёмными полосами. Передняя часть макушки и бровь серебристые, под бровью выделяется «маска» чёрного цвета. Нижняя часть серая, несколько темнее ближе к брюху. Бока и брюхо оранжево-красные с тёмными полосами. Окраска оперения самок сходная, но «маска» меньше и тусклее, а коричневый оттенок верхней части тела более выражен. Молодь золотисто-коричневого цвета с полосками и пятнами по всей поверхности тела, нижняя сторона немного светлее.
Песня S. schulenbergi представляет собой трель различной интенсивности, высоты и темпа, длящуюся до 15 секунд. Позывка состоит из серии мягких нот, которая длится около секунды.

## Биология
S. schulenbergi питается насекомыми. Быстро передвигается по земле, собирая добычу со мха и растительности, а также исследует замшелые ветви не высоко от земли.
Размножается в период с сентября по январь. Единственное описанное гнездо представляло собой клубок из мха и лишайников.

## Распространение
Ареал Scytalopus schulenbergi простирается от Кордильера-де-Вильканота в перуанском регионе Куско до департамента Кочабамба в Боливии. Обитает во влажных горных лесах на высоте от 2800 до 3400 м над уровнем моря.